# وزارت محیط زیست (ایتالیا)

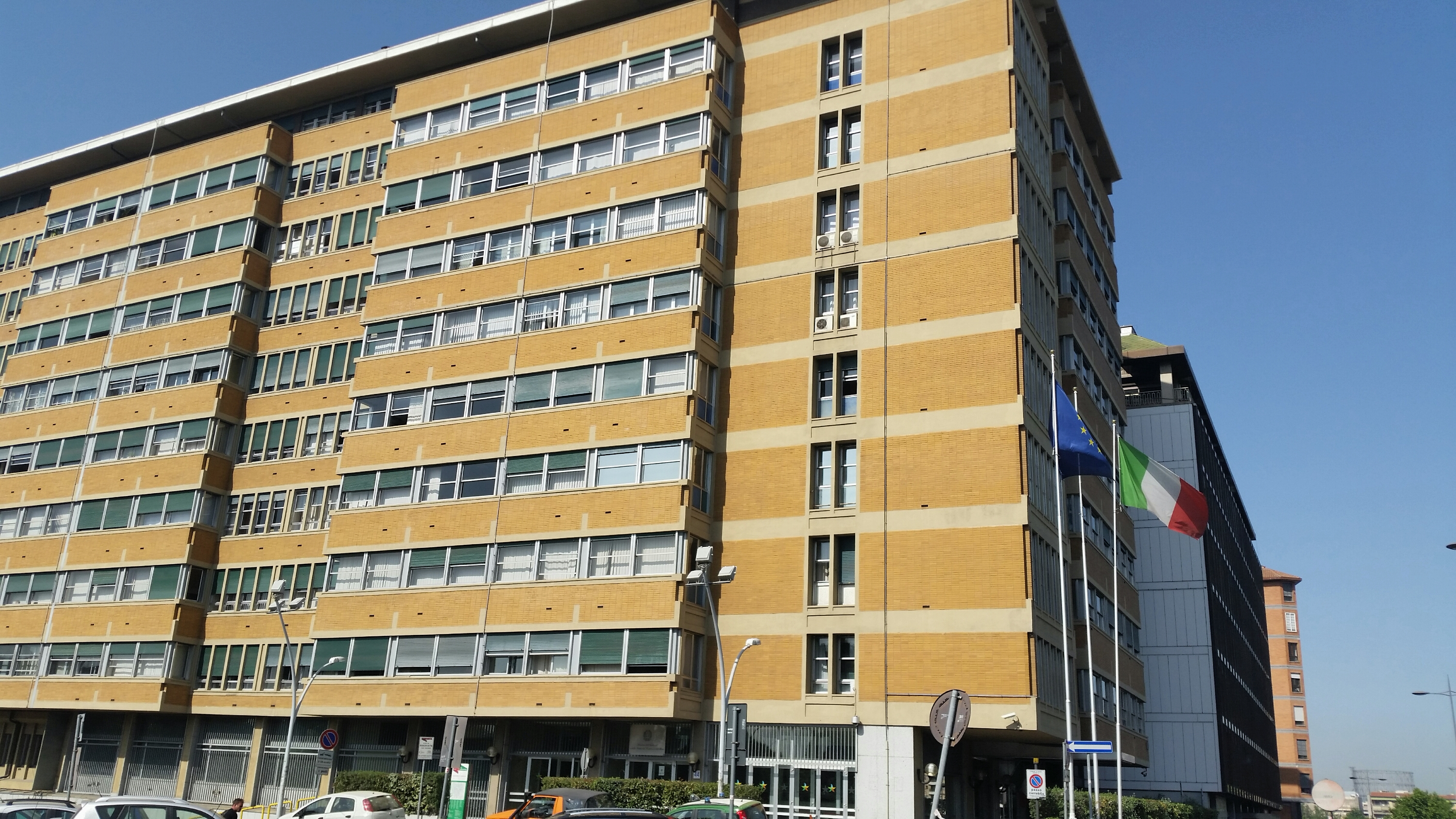
مقر وزارت محیط زیست (ایتالیا)

وزارت محیط زیست حفاظت از زمین و دریا ایتالیا (انگلیسی: Ministry of the Environment) یک وزارتخانه ایتالیایی بود که در سال ۱۹۸۱ تأسیس شد. این وزارتخانه مسئول مسائل زیست محیطی در ایتالیا بود و توسط وزیر محیط زیست اداره می‌شد. در سال ۲۰۲۱ این وزارتخانه لغو شد و وزارت انتقال زیست محیطی جایگزین آن شد.